# كريس أنتوني
كريس أنتوني (بالإنجليزية: Chris Cash)‏ هو لاعب كرة قدم أمريكية أمريكي، ولد في 13 يوليو 1980 في ستوكتون في الولايات المتحدة.